# Trendelburg
Trendelburg er en by i Landkreis Kassel i Regierungsbezirk Kassel i forbundslandet Hessen i Tyskland. Trendelburg har cirka 4.900 indbyggere.
Trendelburg ligger syd for byen Hofgeismar. Den gennemløbes af Weser bifloden Diemel og ligger lige vest for Reinhardswald.

## Administrativ inddeling
Trendelburg består af otte bydele.
- Deisel er en landsby med cirka 940 indbyggere, 3 kilometer nord for Trendelburg. Deisel blev første gang nævnt i et dokument omkring 1005. Landbruget, håndværksvirksomheder og turismen er de vigtigste indtægtskilder.
- Eberschütz med cirka 500 indbyggere, 7 km sydøst for Trendelburg. Stedet blev første gang nævnt i 1047. Landsbyen strækker sig langs venstre bred af floden Diemel. I centrum af landsbyen står den romanske kirke omgivet af kirkegården. Udover landbruget var landsbybeboernes hovederhverv i det 18. og 19. århundrede linnedvævning.
- Friedrichsfeld med 250 indbyggere ligger på en bakke i udkanten af skoven Reinhardswald på en vestlig bjergskråning mellem Gottsbüren og Trendelburg. I 1776 fik protestantiske bosættere fra Limburg an der Lahn -området af landgreve Frederik 2. af Hessen-Kassel tilladelse til at slå sig ned i en koloni øst for byen Trendelburg, som blev opkaldt efter landgreven.
- Gottsbüren
- Langenthal
- Sielen
- Stammen
- Weiler Exen

- Deisel
- Kirken i Eberschütz
- Friedrichsfeld

## Historie
Borgen Trendelburg blev bygget i det 13. århundrede i grænseområdet ved floden Diemel, hvor der var et vadested, hvor vigtige handelsruter krydsede mellem bispedømmerne i Paderborn, Mainz. Bygmester var Konrad III. von Schöneberg (1249–1311). Tingpladsen blev anbragt foran slottet. Adskilt af voldgraven opstod en lille bebyggelse på højdedraget foran slottet, som havde to porte og var omgivet af en bymur. Ældre landsbyer i dalen (Trende, Sulten, Exen) blev gradvist forladt og forladt til fordel for den befæstede Trendelburg.
Et dokument (copiam 1303; i Würzburgs statsarkiv) angiver, at Konrad søgte støtte fra ærkebispedømmet Mainz. Kort efter blev hans slot Schöneberg stormet af tropper fra bispedømmet Paderborn.
Fra 1306 tilhørte Trendelburg ligeligt bispedømmet Paderborn og Landgrevskabet Hessen. En fællesvalgt foged baseret på Trendelburg Slot repræsenterede begge parter fra da af indtil det 15. århundrede.
I årene 1443 og 1456 blev slottet og byen ødelagt af en brand og derefter genopbygget.
I 1464, under Hessen-Paderborn-fejden (1464-1471), overtog den hessiske landgreve Ludwig II den modsatte halvdel af slottet og gav Trendelburg byrettigheder . Efter en fredsaftale forblev Trendelburg et hessisk territorium.
Under Trediveårskrigen slog Johann Tserclaes Tillys tropper lejr i Trendelburg og det omkringliggende område. Under kampene ødelagde de 51 ud af 112 huse. Pesten rasede, og 50% af befolkningen døde.
I 1676 udvidede Landgreve Karl slottet og omdannede det til en jagthytte.
Herregården "Zur Abgunst" blev etableret i 1703, efter at familien von Stockhausens borgsæde var blevet ødelagt under Trediveårskrigen.
Fra 1700 til 1730 blev Landgraf Karl-kanalen med sluse anlagt i Trendelburg.
Under Syvårskrigen var der hårde kampe mellem franske og brunsvigske tropper. Slottet blev sat i brand fra den modsatte bakke (Bünge), og de franske forsvarere måtte overgive sig.
Siden 1800-tallet, efter at myndighederne og fængslet var blevet nedlagt, har et preussisk skovkontor haft til huse i slotskomplekset.
I 1848 blev jernbane strækningen Carlsbahn åbnet med stationen i Trendelburg og Deiseler-tunnelen, som stadig eksisterer i dag. Indtil 1986 var der jernbanetrafik til Trendelburg.
I 1901 købte familien von Stockhausen slottet sammen med Adalbert von Stockhausen og udvidede det til deres bolig.
I 1949 etablerede Hans-Ludwig von Stockhausen en hotel og restaurationsvirksomhed i byen.
Den 31. december 1970 , som et led i kommunalreformen i Hessen, fusionerede byen Trendelburg sig med de syv tidligere selvstændige kommuner Deisel, Friedrichsfeld, Eberschütz, Gottsbüren, Langenthal, Sielen og Stammen på frivillig basis for at danne den udvidede by Trendelburg. De udgør nutidens distrikter. Byens administration er placeret i kernebyen Trendelburg.

## Seværdigheder
Slot Trendelburg blev bygget i det 13. århundrede på det højeste punkt i byen.
De fleste af middelalderbygningerne i den gamle bydel blev ofre for en brand i 1868. Nogle hvælvede kældre, især den med det rituelle jødiske bad, der blev genopdaget i 2001, er relikvier fra denne tid.
Resterne af bymuren og indretningen af gaderne svarer til den oprindelige planlægning. I 1950'erne og 1960'erne fandtes resterne af de gamle bygninger i området omkring bymuren og rådhuset, samt fontænen på den gamle markedsplads og den store Diemelbro (bygget i 1747 af den svenske konge og den hessiske landgreve Friedrich) blev revet ned. De gamle bondhuses facader som er dekoreret med inskriptioner er bevaret. Det ældste bevarede bondehus, Rathausstraße 3, blev bygget omkring 1460.
Det historiske rådhus er en treetagers bindingsværksbygning med en gotisk indgangsport og en sal i indgangspartiet er en del af nutidens byadministration. Borgmestersædet har været her. Det havde et fængselsrum og husede dele af brandvæsenet. Den første grundombygning, hvor indgangspartiet blev fornyet med en midtertrappe, fandt sted i 1970'erne, efter at hele kommunens administration var blevet indkvarteret her. Siden 2010 har der været en omfattende renovering på grund af betydelige strukturelle skader.
Borgen Wülmersen 3,9 km nordøst for Trendelburg blev første gang nævnt i et dokument i 1108. Staldbygningen, borgen og tørrehuset var de første bygninger, der blev bygget. Senere kom bryggeriet, smedjen, klokketårnet og porthuset til. Gårdens bygninger blev efterladt til forfald i lang tid. 1987 begyndte man at restaurere gården. I den tidligere staldbygning kan grupper overnatte med selvforplejning. I en lade fra 1800-tallet er der indrettet et et landbrugsmuseum og en restaurant.